# Усходни део аорте
Усходни део аорте (лат. pars ascendens aortae s. aorta ascendens) је почетни део аорте. Аорта почиње од базе леве срчане коморе у висини споја 3. ребра са грудном кости са леве стране, где се налази отвор аорте (лат. ostium aortae) покривен аортним залисцима.

## Особине
Аорта је од леве коморе раздвојена аортним ушћем на коме се налазе аортни залисци. Усходни део се протеже од поменутог споја 3. ребра са грудном кости са леве стране према напред, горе и удесно. Завршава се у нивоу угла грудне кости (лат. angulus sterni), где прелази у лук аорте. Дужина усходног дела је 5-6 cm, а просечан пречник 26-27 mm. На преласку у лук је пречник аорте највећи и износи 32-33 mm. Скоро цео усходни део аорте лежи у срчаној кеси (перикарду). Почетни део усходне аорте је проширен и зове се корен аорте (лат. bulbus aortae). Зидови булбуса и листићи аортних зализака граде леви и десни Власалвин синус из којих полазе срчане артерије.

## Односи
Усходни део аорте се налази између стабла плућне артерије са леве стране и горње шупље вене са десне стране. Позади и горе је десна плућна артерија, позади и доле је попречни синус срчане марамице. Испред се налази део плућне марамице и хрскавица 2. ребра.

## Гране усходног дела аорте
- Лева срчана артерија
- Десна срчана артерија

## Поремећаји
- Анеуризма Валсалвиног синуса
- Анеуризма аорте
- Дисекција аорте